# Uwe-Jens Heuer
Uwe-Jens Heuer (* 11. Juli 1927 in Essen; † 22. Oktober 2011 in Berlin) war ein deutscher Rechtswissenschaftler und Politiker (SED, PDS).

## Leben
Uwe-Jens Heuer war der Sohn eines Juristen, der während der Weimarer Republik in Magdeburg und Berlin als sozialdemokratischer Politiker tätig war. Nach dem Besuch der Heinrich-von-Kleist-Oberschule in Berlin studierte Heuer ab 1946 Rechtswissenschaft an der Humboldt-Universität zu Berlin. Das Studium beendete er 1951 mit dem Staatsexamen. 1956 wurde Heuer an der Humboldt-Universität mit der Dissertation Die Auseinandersetzungen um die Prinzipien des Allgemeinen Landrechts als Ausdruck der Krise des Feudalsystems in Preußen zum Dr. jur. promoviert.
1964 begann Uwe-Jens Heuer ein Fernstudium an der Hochschule für Ökonomie Berlin. 1964 konnte er sich mit der Arbeit Die Bedeutung der Leninschen Lehre von der Rolle des Rechts im System der sozialistischen Wirtschaftsleitung für das neue ökonomische System der Planung und Leitung der Volkswirtschaft habilitieren. Von 1951 bis 1967 war er als Hochschullehrer an der Humboldt-Universität tätig. Dort war er zuletzt Direktor des Instituts für Staatsrecht. Von 1967 bis 1982 war er Mitarbeiter am Zentralinstitut für sozialistische Wirtschaftsführung in Berlin und 1982 bis 1990 Leiter des Bereichs „Staats- und rechtstheoretische Fragen der Wirtschaftsleitung“ am Institut für Theorie des Staates und des Rechts der Akademie der Wissenschaften der DDR. Ab 1979 war er korrespondierendes Mitglied der Akademie der Wissenschaften der DDR.
Heuer wurde 1990 Vorsitzender der Gesellschaft für Politikwissenschaft der DDR. Den am 22. Dezember 1989 im Neuen Deutschland erschienenen Gründungsaufruf hatten neben ihm Frank Berg, Rolf Reißig, Dieter Segert und Rosemarie Will unterzeichnet. Die Gesellschaft wurde 1990 jedoch wieder aufgelöst. Die Expertise der bundesdeutschen Politikwissenschaft lautete: „Kaum einer von uns kannte die Gründer der kurzlebigen Gesellschaft für Politikwissenschaft in der DDR, so dass es schwer fiel, sich ein Urteil über ihre wissenschaftlichen Intentionen zu bilden.“ Nach 1990 war Heuer Mitglied der Leibniz-Sozietät.
1948 trat Heuer der SED bei. Er übte in der Partei verschiedene ehrenamtliche Funktionen aus. Bei der einzigen freien Volkskammerwahl 1990 wurde er für die Partei, die sich inzwischen in PDS umbenannt hatte, in die Volkskammer gewählt. Nach der Wiedervereinigung war er für die PDS Mitglied des Deutschen Bundestages.
Heuer, der stets über die Landesliste Sachsen einzog, gehörte dem Bundestag von 1990 bis 1998 an. Er war unter anderem Mitglied des Rechtsausschusses. In der PDS der 1990er-Jahre spielte Heuer die Rolle des ideologischen Vormannes gegen die Gruppe der Reformer um Gregor Gysi.
Zuletzt arbeitete Heuer als Autor und Kommentator u. a. für die Tageszeitung junge Welt.
Heuer war einer von fünf Sprechern des Marxistischen Forums.

## Veröffentlichungen (Auswahl)
- Allgemeines Landrecht und Klassenkampf. Die Auseinandersetzungen um die Prinzipien des allgemeinen Landrechts Ende des 18. Jahrhunderts als Ausdruck der Krise des Feudalsystems in Preußen, Berlin 1960
- Demokratie und Recht im neuen ökonomischen System der Planung und Leitung der Volkswirtschaft, Berlin 1965
- Sozialistische Wirtschaftsentwicklung und Recht, Berlin 1967
- Sozialistisches Wirtschaftsrecht, Instrument der Wirtschaftsführung, Berlin 1971
- Gesellschaftliche Gesetze und politische Organisation, Berlin 1974
- Hrsg., Leiter und Vertrag. Der Liefervertrag als Instrument zur Organisierung der zwischenbetrieblichen Kooperation, Berlin 1977
- Red., Mit dem Recht leiten. Aktuelle Fragen der Durchsetzung des sozialistischen Rechts in Kombinaten und Betrieben, Berlin 1981
- Recht und Wirtschaftsleitung im Sozialismus. Von den Möglichkeiten und von der Wirklichkeit des Rechts, Berlin 1982
- Hrsg., Wirtschaftsrecht. Lehrbuch, Berlin 1985
- Zur Geschichte des marxistisch-leninistischen Demokratiebegriffs, in: Karl-Heinz Röder (Hrsg.), Politische Theorie und sozialer Fortschritt, Staatsverlag, Ostberlin 1986, Seite 182ff.
- Marxismus und Demokratie, Staatsverlag der DDR, Berlin 1989, ISBN 3-329-00476-2
- mit Gerhard Riege, Der Rechtsstaat – eine Legende? Erfahrungen zweier Rechtswissenschaftler 1990/91 in Volkskammer und Bundestag, Nomos, Baden-Baden 1992, ISBN 3-7890-2747-2
- mit Gerhard Riege, Neues Deutschland Neue Verfassung?!, Pahl-Rugenstein, Bonn 1992, ISBN 3-89144-134-7
- Die Rechtsordnung der DDR. Anspruch und Wirklichkeit, Nomos, Baden-Baden 1995, ISBN 3-7890-3631-5
- Hrsg.: In großer Sorge. Was ist, was denkt, was will das "Marxistische Forum"? GNN, Schkeuditz 1995, ISBN 3-929994-52-6
- Im Streit: ein Jurist in zwei deutschen Staaten, Nomos, Baden-Baden 2002, ISBN 3-7890-7913-8
- Marxismus und Politik, Verlag für das Studium der Arbeiterbewegung VSA, Hamburg 2004, ISBN 978-3-89965-042-6
- Marxismus und Glaube, VSA, Hamburg 2006, ISBN 978-3-89965-176-8